# Yōko Kamikawa
Yōko Kamikawa (上川 陽子, Kamikawa Yōko), née le 1er mars 1953 à Shizuoka dans la préfecture du même nom, est une femme politique japonaise, membre du Parti libéral-démocrate. 
Elle est élue à la Chambre des représentants du Japon pour le 1er district électoral de Shizuoka depuis 2000, et fut ministre d'État pour l'Égalité des sexes et les Affaires sociales des Cabinets Abe et Fukuda du 27 août 2007 au 1er août 2008, également chargé de la Gestion des rapports publics et des Archives nationales à compter de février 2008. 
En octobre 2014, elle est nommée ministre de la Justice, et le reste jusqu'au remaniement du 7 octobre 2015. Elle retrouve ce poste le 3 août 2017, jusqu'au 2 octobre 2018. Elle est nommée une nouvelle fois à ce poste le 16 septembre 2020 et le reste jusqu'au 4 octobre 2021. 
Elle devient ministre des Affaires étrangères le 13 septembre 2023 dans le gouvernement de Fumio Kishida.

## Formation et carrière professionnelle
Diplômée en relations internationales de la faculté des arts et des sciences de l'université de Tokyo en 1977, elle travaille dans un premier temps comme chercheur au sein de l'Institut de recherche Mitsubishi.
Plus tard, en 1988, elle obtient également une maîtrise en administration publique de la John F. Kennedy School of Government d'Harvard aux États-Unis, ayant alors bénéficié du programme Fulbright. Dans le même temps, elle travaille également comme assistante du sénateur démocrate du Montana Max Baucus. De retour au Japon en décembre 1988, elle prend la présidence de l'Institut de recherche Globalink.

## Carrière politique

### Des débuts électoraux difficiles à Shizuoka
Elle est élue une première fois à la Chambre des représentants en 2000 comme indépendante pour le 1er district de Shizuoka, à savoir le centre (administratif, historique et économique) de la ville de Shizuoka (les arrondissements d'Aoi et de Suruga). Elle n'emporte toutefois cette circonscription qu'avec une très légère avance sur son adversaire du PDJ, Seisyu Makino (elle l'emporte alors avec 58 358 voix et 24,2 % des suffrages, soit uniquement 572 bulletins et 0,2 points de plus que son adversaire). Trois ans plus tard, après s'être entretemps ralliée au PLD majoritaire, elle perd ce district au profit de Makino là encore à la suite d'une bataille serrée (33,5 % à Makino, 30,2 % à Kamikawa). Elle reste toutefois alors membre de la Chambre des représentants en étant élue sur la liste du PLD à la proportionnelle.
Elle réussit à reconquérir sa circonscription électorale lors du scrutin de 2005, cette fois-ci de manière plus nette puisqu'elle devance largement tous ses concurrents avec 99 702 voix et 39,5 % des suffrages exprimés tandis que Seisyu Makino n'arrive qu'en troisième position avec 26,8 %, derrière un outsider qui s'était présenté sans étiquette.
L'un de ses principaux chevaux de bataille et thèmes de campagne dans sa circonscription a été la défense de la construction de l'aéroport de Shizuoka, qui sera inauguré en 2009.

### Une spécialiste du droit des femmes
Elle devient en 2004 directrice de la division des Affaires des femmes du PLD. À ce poste, elle est un élément clé de la stratégie dites des « femmes ninjas » (くノ一, Kunoichi) mise en place par Jun'ichirō Koizumi pour les élections législatives de 2005. En effet, ce dernier doit faire face à la défection de nombreux anciens du parti opposés à son projet de privatisation de la poste et en profite donc pour rajeunir et  moderniser l'image du PLD. Cette tactique passe notamment par l'augmentation considérable de candidates femmes, si bien que finalement, à la suite de son succès écrasant lors des élections qui donnent à son mouvement la majorité absolue pour la première fois depuis plus de 15 ans, le nombre de femmes à la Chambre des représentants, traditionnellement faible, augmente considérablement. Certes, elles ne sont toujours que 43 sur 480 élus au total, soit environ 9 %, mais cette proportion est supérieure de près de 2 points par rapport à la précédente mandature. De plus, sur les 83 nouveaux élus, et pour la plupart des fidèles de Koizumi, près d'un tiers sont des femmes.
À la suite de ces élections et à un ultime remaniement du troisième et dernier Cabinet de Jun'ichirō Koizumi, elle devient secrétaire parlementaire auprès du ministre des Affaires intérieures et des Communications Heizō Takenaka, qui est alors chargé de mettre en place la fameuse privatisation de la poste tant attendue par Koizumi, du 1er novembre 2005 au 26 septembre 2006.

### Ministre d'État pour l'Égalité des sexes et les Affaires sociales (2007-2008)
Le 27 août 2007, lors du remaniement du gouvernement Abe, elle est nommée ministre d'État pour l'Égalité des sexes et les Affaires sociales et est reconduite à ce poste moins d'un mois plus tard par le nouveau Premier ministre Yasuo Fukuda. À ses prérogatives initiales s'ajoutent à compter de février 2008 celles de la Gestion des rapports publics et des Archives nationales.
Elle s'est surtout fait connaître pour avoir été à l'origine d'une charte signée en décembre 2007 entre le gouvernement, le patronat et les syndicats et visant à casser l'image traditionnelle de la répartition des tâches au sein d'une famille japonaise, à savoir l'homme travaillant et la femme au foyer s'occupant des enfants. Cette charte en 14 points doit alors encourager le partage des tâches à la maison, et donc encourager non seulement les femmes devenues mères à poursuivre leurs carrières professionnelles et d'autre part à relancer la natalité, tombée en 2006 à une moyenne de 1,32 enfants par femme. De plus, les initiatives des entreprises visant à faciliter l'emploi des mères sont également encouragées (comme la construction de crèches ou l'emploi d'autres femmes à temps partiel pour remplacer les employées rentrées plus tôt chez elles pour s'occuper de leurs enfants). Toutefois, le fait que ces mesures soient laissées à la libre volonté des entreprises, sans mesures contraignantes, a été critiqué à la fois par les organisations féministes et l'opposition.
À la suite du remaniement ministériel du 1er août 2008, Kamikawa n'a pas été reconduite au sein du gouvernement.

### Ministre de la Justice (2014-2015 puis 2017-2021)
En octobre 2014, elle est nommée ministre de la Justice dans le gouvernement Abe II. Elle occupe ce poste jusqu'au 7 octobre 2015. Elle redevient ministre de la Justice le 3 août 2017. Elle est nommée une nouvelle fois à ce poste le 16 septembre 2020, dans le gouvernement Suga,. Au cours de son mandat de ministre de la Justice, en juillet 2018, elle a donné l'accord final pour l'exécution des 13 prisonniers condamnés à la peine capitale dans l'affaire de la secte Aum Shinrikyō, responsable d'un attentat ayant tué 29 personnes et blessé 6 500 autres.

### Ministre des Affaires étrangères (2023-2024)
Elle revient au gouvernement lors du remaniement du 13 septembre 2023, lorsqu'elle est nommée ministre des Affaires étrangères par le Premier ministre Fumio Kishida dans un gouvernement féminisé (5 femmes ministres contre 2 précédemment, un record au Japon).
En septembre 2024, à la suite de la démission de Fumio Kishida de la présidence du PLD, Yōko Kamikawa est candidate à sa succession et donc au poste de Premier ministre du Japon. Elle s'oppose notamment à Sanae Takaichi, Yoshimasa Hayashi, Shigeru Ishiba et Shinjirō Koizumi,. Sa candidature est soutenue par Eriko Imai, Akiko Santō, Masako Mori, Noriko Horiuchi, Hideki Makihara, Kuniko Inoguchi et Midori Matsushima. C'est finalement Shigeru Ishiba qui l'emporte.

## Annexe